# ロジャー (カンガルー)
ロジャー（2006年 - 2018年12月7日）は、オーストラリア、ノーザンテリトリー生まれの雄のアカカンガルー。隆々とした筋肉でポーズを決めた写真が配信されたことで有名になった。

## 概要
2006年、オーストラリア、アリススプリングス郊外の道路で母親が交通事故に遭い、お腹のポケットにいた小さなアカカンガルーが保護された。子供のカンガルーは、ロジャーと命名され、アリススプリングスのカンガルー保護施設で順調に成長していった。
やがて成長すると約2m、体重は約90kgの巨躯となり、他の雄を駆逐してハーレムを築くことに成功した。2015年には、金属製の大型バケツを素手で押し潰す写真が配信されたことにより注目を浴び、マッチョなカンガルーとして一躍有名になった。イギリスBBCのテレビ番組『ナショナルジオグラフィック』にて取り上げられたほか、写真は日本のテレビ番組『第17回IPPONグランプリ』（フジテレビ系列2018年5月13日放送）内のお題「写真で一言ルーレット」にも使用された。
2017年にはサンクチュアリのボスを、こちらもロジャーに劣らず筋肉隆々の息子モンティに譲り引退。晩年には、ファンから差し入れられたウサギの大型ぬいぐるみを抱きしめる写真も配信されている。
2018年12月8日、カンガルー保護施設は、ロジャーが7日に老衰で死亡したことをフェイスブックで発表。ロジャーの永眠を伝える動画は約37万回再生され、世界中から2500件ほどの追悼のコメントが寄せられた。